# Kapelle Hl. Dreifaltigkeit (Hohenems)

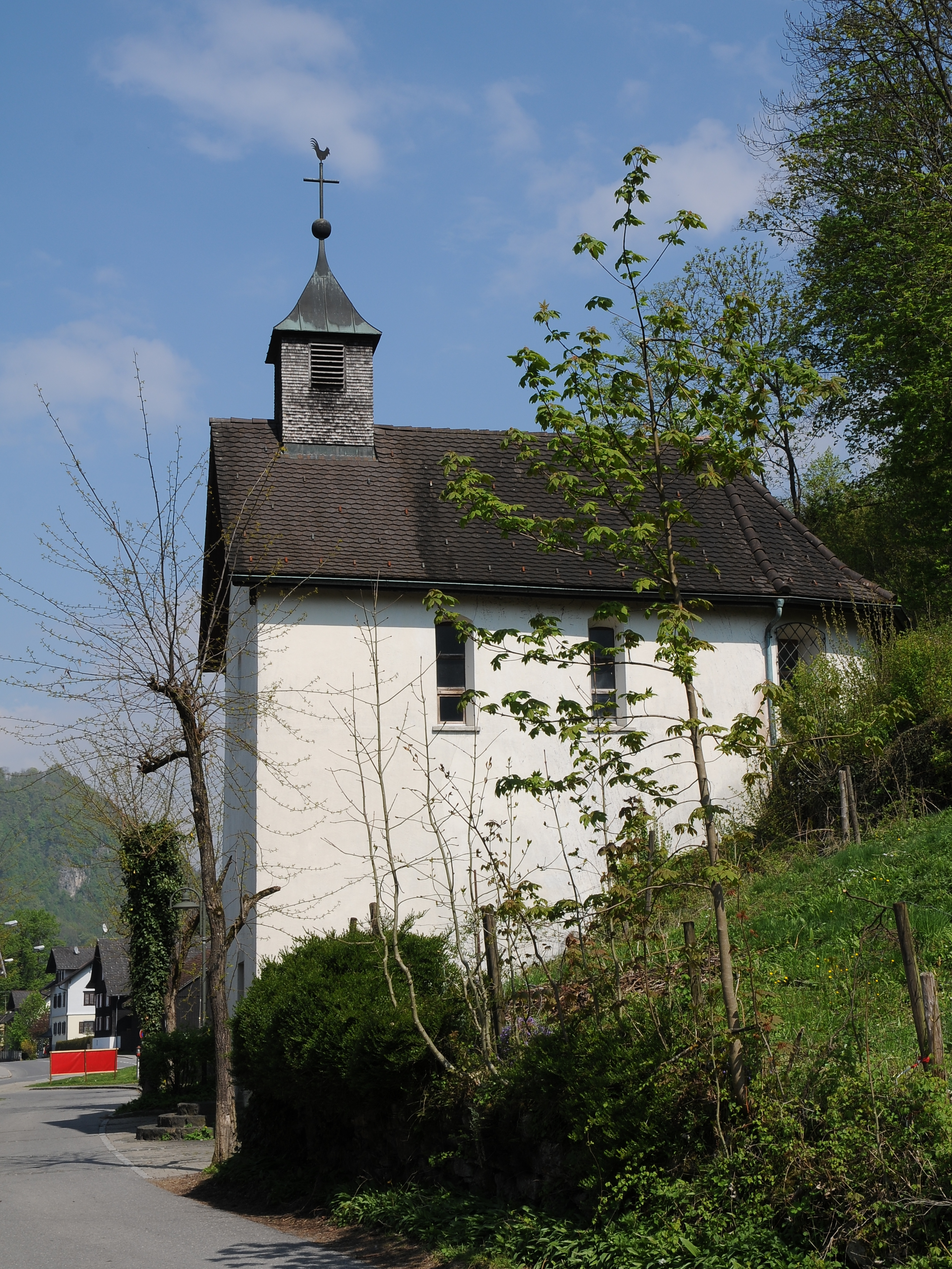
Kapelle zur hl. Dreifaltigkeit in Hohenems – Schwefel von Südwesten.

Diese römisch-katholische Kapelle Hl. Dreifaltigkeit (auch „Schwefel-Kapelle“) steht im Ortsteil Schwefel der Gemeinde Hohenems im Bezirk Dornbirn in Vorarlberg. Sie ist denkmalgeschützt und der Dreieinigkeit Gottes geweiht. Sie wird seelsorgerisch von der Pfarrkirche hl. Karl Borromäus in Hohenems betreut. Die Kapelle gehört damit zum Dekanat Dornbirn in der Diözese Feldkirch. Patronatstag ist das Dreifaltigkeitsfest.
Das Bauwerk wurde 1595 errichtet und ist vom Ortszentrum von Hohenems etwa 2 km Luftlinie entfernt. Die Kapelle steht direkt neben dem Schwefelbrunnen und der Brunnenstube und stand mit dem Schwefel-Bad in enger Beziehung.

## Geschichte
Die Kapelle wurde 1595 von Kaspar von Hohenems (* 1. März 1573; † 10. September 1640) auf Wunsch dessen verstorbenen Vaters, Jakob Hannibal I. von Hohenems († 1588) erbaut (siehe Inschrift in der Kapelle). Für den Bau waren von Jakob Hannibal 300 Gulden vorgesehen. In den Jahren 1845, 1925 und 1975 wurden umfassende Renovierungen durchgeführt.

## Kirchenbau

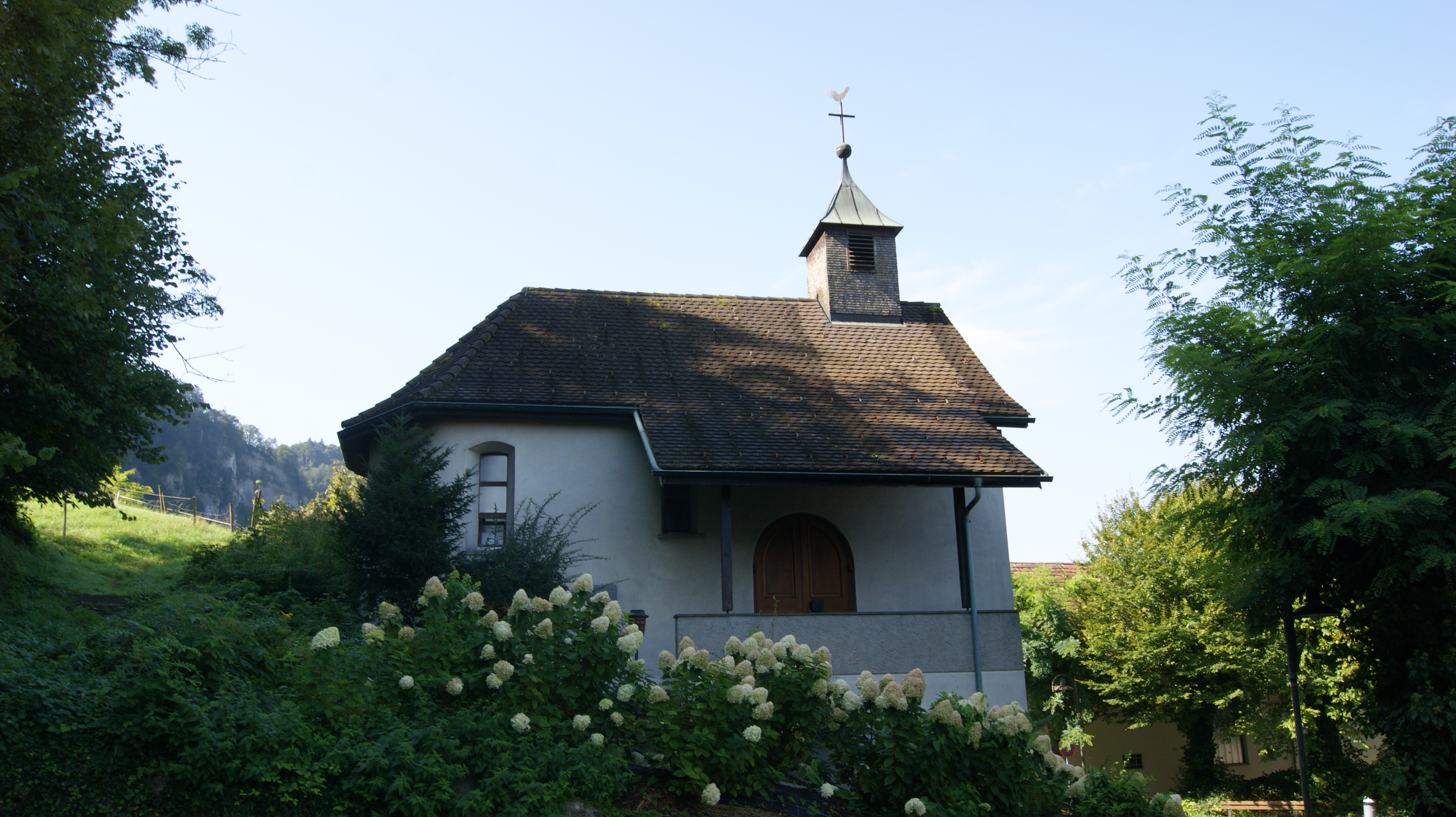
Kapelle von Nordosten.

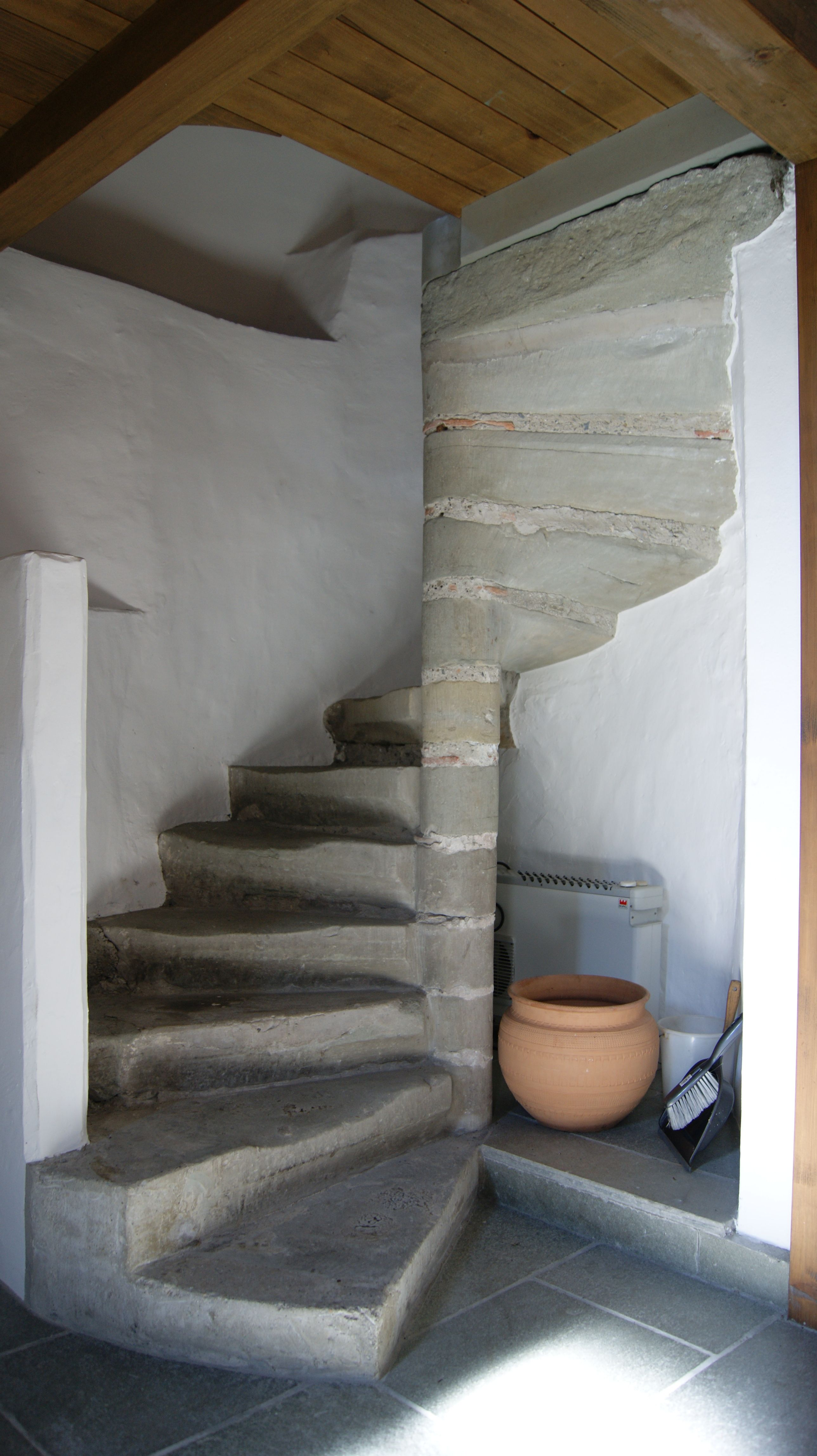
Wendeltreppe zur Empore.

### Lage
Der Kirchenbau (414 m ü. A.) steht im Ortsteil Schwefel in Hohenems in der Parzelle „Bad“ an der Römerstraße (Nähe Kaiser-Franz-Josef-Straße) und trägt die Hausnummer 1. Die Kapelle steht am südwestlichen Rand des Ortsteils Schwefel.

### Bauwerk
Die zweigeschoßige Kapelle ist ein nach allen Seiten freistehender einfacher Steinbau mit etwa 10 m Giebelhöhe (Gesamthöhe mit Glockendachreiter etwa 13 m). Die Kapelle nimmt eine Fläche von rund 60 m² ein, und das Langhaus ist etwa 8 m lang und 6 m breit. Es handelt sich um einen Bau mit annähernd rechteckiger Grundform und 3/8 Chor und Nordwest/Südost-Ausrichtung. Südöstlich (Altar) sind die Außenwände abgeschrägt.
Der nordöstlich sich im Außenbereich befindende, gemauerte Stiegenaufgang zur Kapelle im ersten Obergeschoß wurde anlässlich der Renovierung 1975 angelegt. Das Untergeschoß, mit Zugang von Nordwesten, dient lediglich als Lagerraum.
Die schlichten Türen sind nordöstlich, der viereckige, gedrungene Glockendachreiter auf dem Satteldach mit zwei Schallöffnungen befindet sich nordwestlich. Das Satteldach ist mit Biberschwanzdachziegeln gedeckt und der Glockendachreiter mit Kupferblech eingeschlagen. Oberhalb der unteren Eingangstüre zum Lager befindet sich ein rundes Fenster, welches die Empore belichtet. Das Langhaus weist auf der südwestlichen Seite drei Rundbogenfenster und auf der nordöstlichen Seite ein Rundbogenfenster auf (zum Altar).
Der Bau selbst ist weitgehend weiß verputzt.
Der Betraum und Altarraum sind voneinander durch einen Chorbogen abgegrenzt. Der Betraum weist ein Flachdach auf, der Chorraum ein Gewölbe. Im Betraum haben etwa 30 Personen Platz.

## Ausstattung

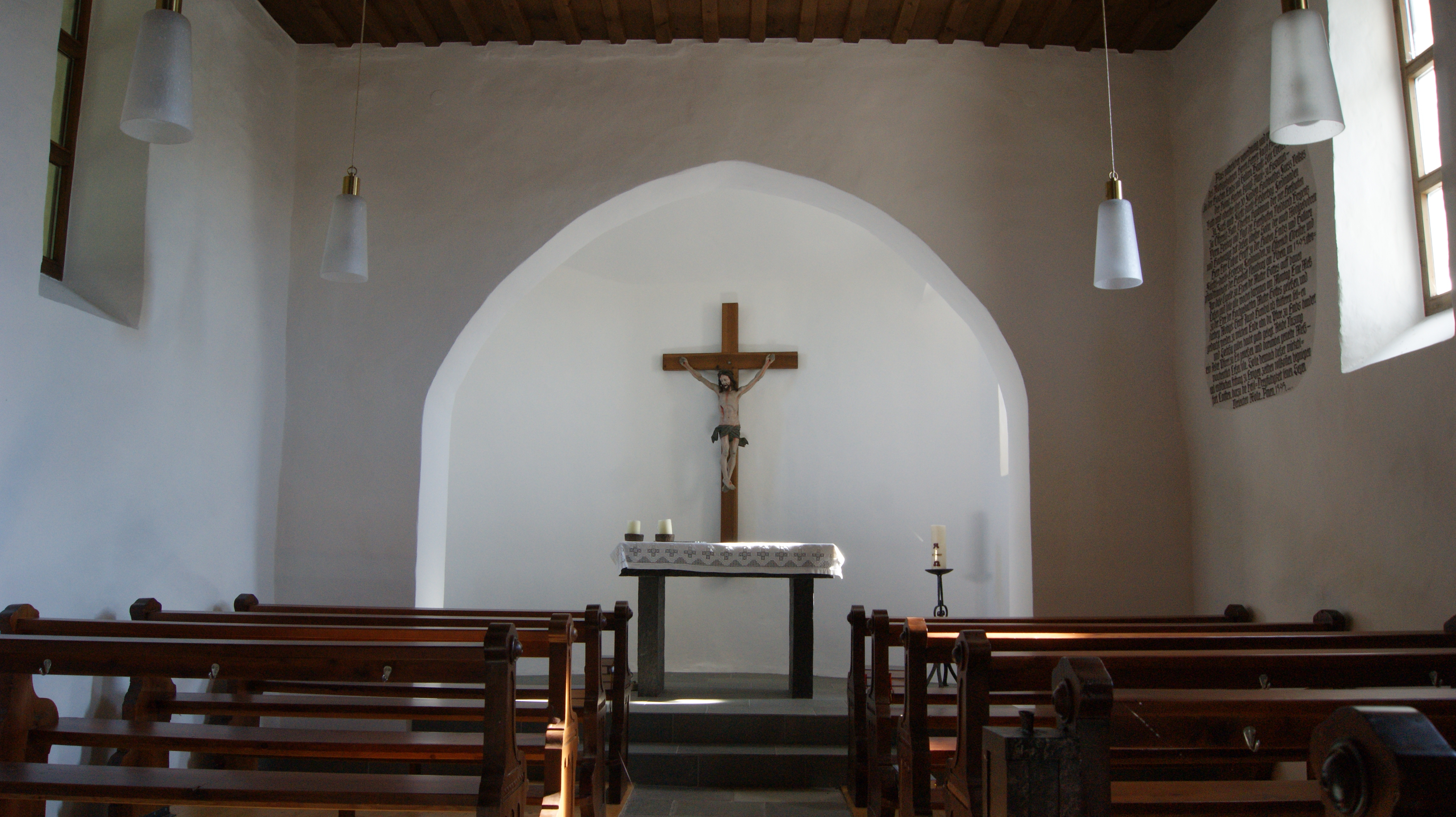
Altar.

Die Einrichtung ist schlicht gehalten mit einem Kruzifix aus dem 17. Jahrhundert und einem Gemälde, Maria mit Jesus, aus dem 19. Jahrhundert. Auf der rechten Wandseite befindet sich eine Inschrift mit den Daten zum Erbauer und zur Erbauungszeit etc.
Die Kirchenbänke sind aus lackiertem Tannenholz und geringfügig mit Schnitzereien verziert. Die Kapelle hat keinen Hochaltar. Vor dem Kruzifix steht ein Volksaltar. Zwei barocke Engelsfiguren stammen von Erasmus Kern und wurden 1629 angeschafft.
Im Glockendachreiter befindet sich eine Glocke.

### Chor
Der Chor ist etwas schmäler als das Langhaus ausgeführt, wurde baulich aber nicht tiefer gezogen und ist durch einen relativ breiten Chorbogen architektonisch sehr deutlich vom Langhaus abgegrenzt.

#### Glasfenster
Die Glasfenster der Kapelle sind einfache Glasscheiben.

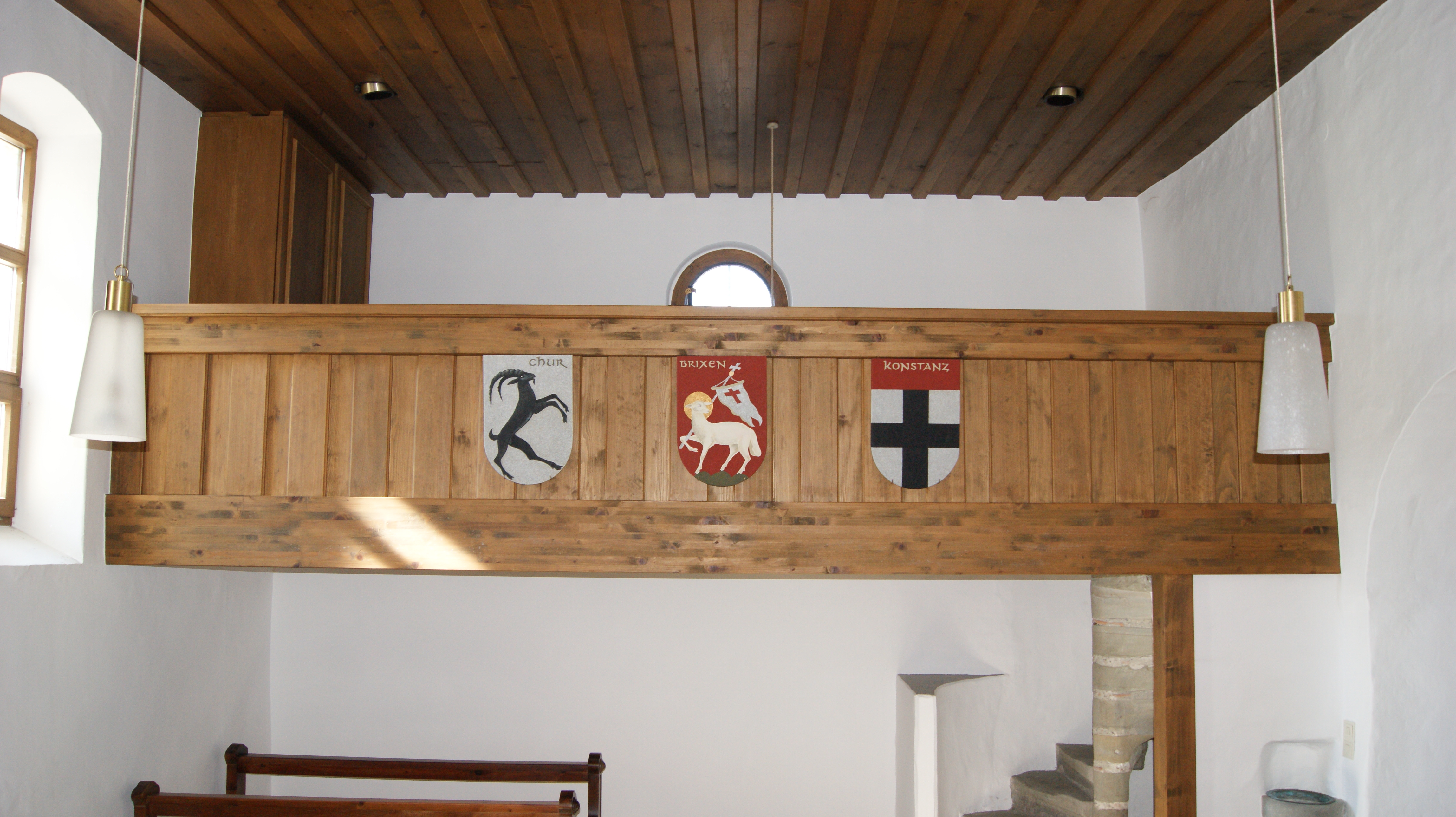
Empore mit den Wappen der Diözese Chur, Brixen und Konstanz.

### Empore
Auf der geraden, echten Empore haben weitere Gläubige Platz. Es führt rechter Hand eine Sandstein-Wendeltreppe zur Empore, die noch aus der Gründerzeit stammt. An der Brüstung der Empore befinden sich drei gemalte Wappen der Diözesen Chur, Brixen und Konstanz.